# Зайков, Джёко
Джёко Зайков (макед. Ѓоко Зајков; родился 10 февраля 1995 года в Скопье, Македония) — македонский футболист, защитник клуба «Университатя (Крайова)» и сборной Македонии.

## Клубная карьера

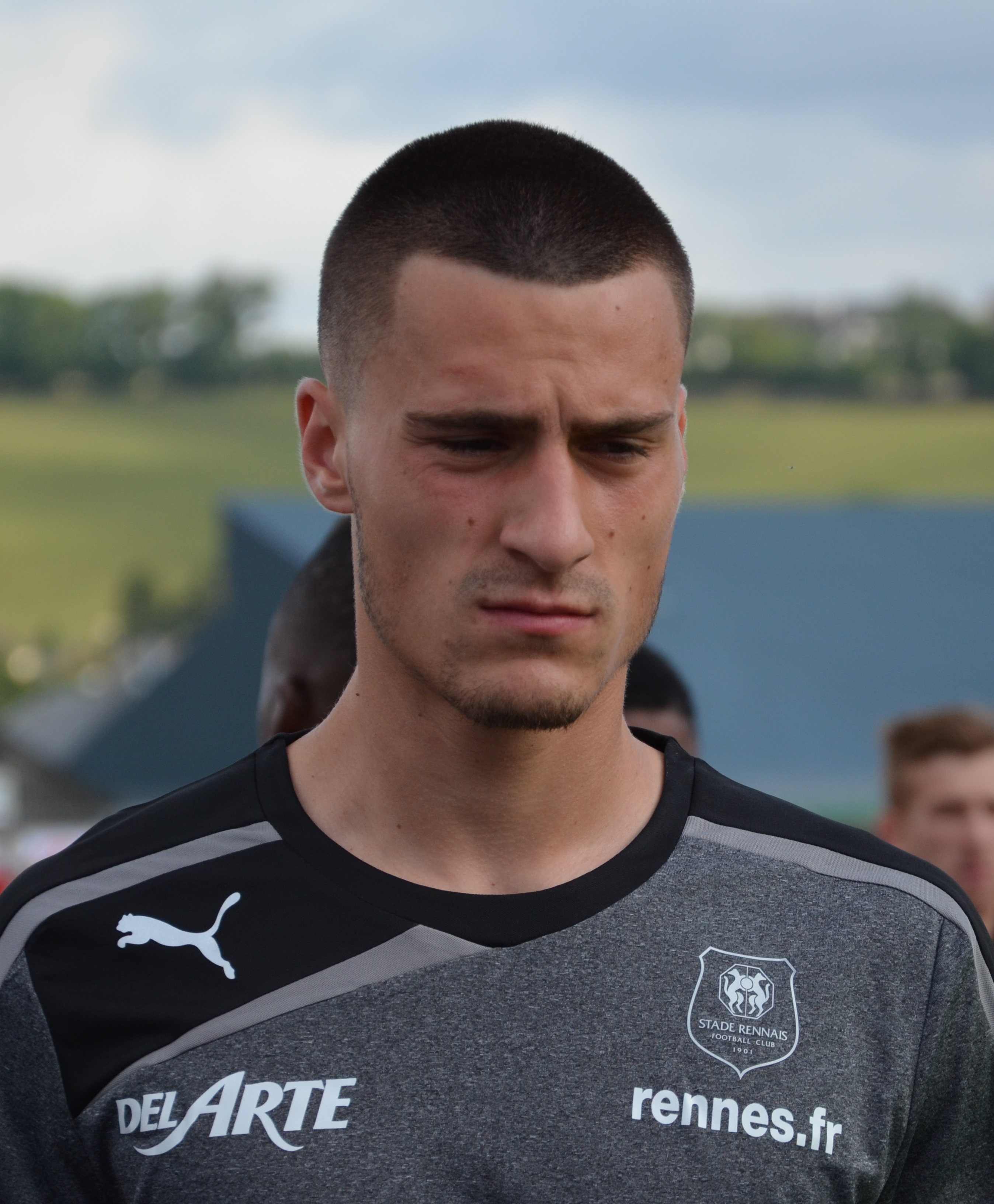
Зайков в составе «Ренна»

Зайков — воспитанник клуба «Работнички». 14 апреля 2012 года в матче против «Реновы» он дебютировал в чемпионате Македонии. 8 декабря в поединке против «Бренгалницы» забил свой первый гол за «Работничков». В 2014 году он помог команде выиграть чемпионат и завоевать Кубок Македонии.
Летом того же года Зайков перешёл во французский «Ренн», подписав контракт на три года. 17 декабря в матче Кубка французской лиги против «Кретея» он дебютировал за новую команду.
Летом 2015 года для получения игровой практики на правах аренды перешёл в бельгийский «Шарлеруа». 8 ноября в матче против «Гента» он дебютировал в Жюпиле лиге. В начале 2016 года клуб выкупил трансфер Зайкова у «Ренна».

## Международная карьера
2 июня 2016 года в товарищеском матче против сборной Ирана Зайков дебютировал за сборную Македонии.

## Достижения
«Работнички»
- Чемпион Македонии: 2013/2014
- Обладатель Кубка Македонии: 2013/2014